# 米夫塔·伊斯梅尔
米夫塔·伊斯梅尔 （1965年7月23日—） 是一位巴基斯坦政治家，經濟學家和商人，目前担任巴基斯坦的财政部长。2018年4月至2018年5月，他也曾在上届政府任該职。在此之前，他曾担任联邦财政、收入和经济事务顾问、巴基斯坦投资委员会主席和国际货币基金组织经济学家。

## 早年生活
他于1965年7月23日出生在巴基斯坦卡拉奇。在1985年，伊斯梅尔获得了杜克大學商学学位，1990年再次从賓夕法尼亞大學获得商學学位，并获得公共财政和政治经济学学位。上世纪90年代初，伊斯梅尔曾在国际货币基金组织担任经济学家，常驻华盛顿特区。
1993年，他回到巴基斯坦，为他的家族企业工作。这项业务包括糖果、饼干、薯片和塑料的制造，年收入约2亿美元。

## 政治生涯
伊斯梅尔于2011年加入巴基斯坦穆斯林联盟（谢里夫派），并于2012年至2013年担任旁遮普省投资贸易委员会主席和副主席。
在2013年巴基斯坦大选期间，依斯邁担任巴基斯坦穆斯林联盟选举战略小组和宣言委员会的成员。 2013年10月，他成为巴基斯坦国际航空公司董事会成员。 他一直担任这两个职位，直到2014年1月4日，他被任命为聯邦投資委員會的负责人，并被選为時任总理纳瓦兹·谢里夫的内阁初级成员。 在他的领导下，投资委员会进行了大规模重组，包括取消其区域办事处。 在他任职投资委员会期间，巴基斯坦政府制定了一项新的汽车行业政策，吸引了大量汽车行业的新投资。
伊斯梅尔曾担任工商管理学院的兼职教员，也曾担任卡拉奇美国学校的董事会主席。
在2017年12月被任命为時任总理沙希德·哈坎·阿巴西的关键财务顾问之一后，他表示，他的首要任务之一是帮助扩大巴基斯坦极其狭窄的税基，这将加强整体经济。他说，他将帮助设计一项经济政策，让海外富有的巴基斯坦人有机会带回他们的财富。换言之，政府已准备好很快启动一项“离岸税务特赦计划”。
2018年4月27日，伊斯梅尔在沙希德·哈坎·阿巴西内阁的联邦财政、税收和经济事务部长，任职至2018年5月31日。